# British Academy Film Awards 1956
Die 9. Verleihung der British Academy Film Awards zeichnete die besten Filme von 1955 aus. Die Filmpreise wurden von der British Academy of Film and Television Arts (BAFTA) in 12 Kategorien verliehen.
| Film                                     | N | A |
| ---------------------------------------- | - | - |
| Der Gefangene                            | 5 | 0 |
| Ladykillers                              | 4 | 2 |
| Sie waren 13                             | 4 | 0 |
| Simba                                    | 4 | 0 |
| Richard III.                             | 3 | 3 |
| Marty                                    | 3 | 2 |
| Die sieben Samurai                       | 3 | 0 |
| Jenseits von Eden                        | 3 | 0 |
| Mai 1943 – Die Zerstörung der Talsperren | 3 | 0 |
| Der Mantel nach Maß                      | 2 | 1 |
| Carmen Jones                             | 2 | 0 |
| La Strada – Das Lied der Straße          | 2 | 0 |
| Lockende Tiefe                           | 2 | 0 |
| Meine bessere Hälfte                     | 2 | 0 |
| Im Schatten der Zitadelle                | 2 | 0 |
| Traum meines Lebens                      | 2 | 0 |

## Preisträger und Nominierungen

### Bester Film
Richard III. – Regie: Laurence Olivier
Carmen Jones – Regie:  Otto Preminger
Der Gefangene (The Prisoner) – Regie: Peter Glenville
Im Schatten der Zitadelle (The Colditz Story) – Regie: Guy Hamilton
Jenseits von Eden (East of Eden) – Regie:  Elia Kazan
Ladykillers (The Ladykillers) – Regie: Alexander Mackendrick
La Strada – Das Lied der Straße (La strada) – Regie: Federico Fellini
Mai 1943 – Die Zerstörung der Talsperren (The Dam Busters) – Regie: Michael Anderson
Marty – Regie: Delbert Mann
Die sieben Samurai (Shichinin no samurai) – Regie: Akira Kurosawa
Sie waren 13 (The Night My Number Came Up) – Regie:  Leslie Norman
Simba – Regie: Brian Desmond Hurst
Stadt in Angst (Bad Day at Black Rock) – Regie: John Sturges
Traum meines Lebens (Summertime) – Regie:  David Lean

### Bester britischer Film
Richard III. – Regie: Laurence Olivier
Der Gefangene (The Prisoner) – Regie: Peter Glenville
Im Schatten der Zitadelle (The Colditz Story) – Regie: Guy Hamilton
Ladykillers (The Ladykillers) – Regie: Alexander Mackendrick
Mai 1943 – Die Zerstörung der Talsperren (The Dam Busters) – Regie: Michael Anderson
Sie waren 13 (The Night My Number Came Up) – Regie:  Leslie Norman
Simba – Regie: Brian Desmond Hurst

### Bester Film (Spezialpreis)
Der Mantel nach Maß (The Bespoke Overcoat) – Regie: Jack Clayton
Mr. Mensah Builds a House – Regie: Sean Graham
The Steps of Age – Regie: Unbekannt

### United Nations Award
Die Kinder von Hiroshima (Genbaku no ko) – Regie: Shindō Kaneto
Escapade – Regie: Philip Leacock
Simba – Regie: Brian Desmond Hurst
Stadt in Angst (Bad Day at Black Rock) – Regie: John Sturges

### Bester ausländische Darsteller
Ernest Borgnine – Marty
James Dean – Jenseits von Eden (East of Eden)
Jack Lemmon – Keine Zeit für Heldentum (Mister Roberts)
Toshirō Mifune – Die sieben Samurai (Shichinin no samurai)
Takashi Shimura – Die sieben Samurai (Shichinin no samurai)
Frank Sinatra – … und nicht als ein Fremder (Not as a Stranger)

### Bester britischer Darsteller
Laurence Olivier – Richard III.
Alfie Bass – Der Mantel nach Maß (The Bespoke Overcoat)
Alec Guinness – Der Gefangene (The Prisoner)
Jack Hawkins – Der Gefangene (The Prisoner)
Kenneth More – Lockende Tiefe (The Deep Blue Sea)
Michael Redgrave – Sie waren 13 (The Night My Number Came Up)

### Beste ausländische Darstellerin
Betsy Blair – Marty
Dorothy Dandridge – Carmen Jones
Judy Garland – Ein neuer Stern am Himmel (A Star Is Born)
Julie Harris – I Am a Camera
Katharine Hepburn – Traum meines Lebens (Summertime)
Grace Kelly – Ein Mädchen vom Lande (The Country Girl)
Giulietta Masina – La Strada – Das Lied der Straße (La strada)
Marilyn Monroe – Das verflixte 7. Jahr (The Seven Year Itch)

### Beste britische Darstellerin
Katie Johnson – Ladykillers (The Ladykillers) 
Margaret Johnston – Meine bessere Hälfte (Touch and Go)
Deborah Kerr – Das Ende einer Affaire (The End of the Affair)
Margaret Lockwood – Dämon der Frauen (Cast a Dark Shadow)

### Bester/beste Nachwuchsdarsteller/-in
Paul Scofield – Die Dame des Königs (That Lady) 
Jo Van Fleet – Jenseits von Eden (East of Eden)

### Bestes britisches Drehbuch
William Rose  – Ladykillers (The Ladykillers) 
John Baines – Simba
Bridget Boland – Der Gefangene (The Prisoner)
Jack Davies, Nicholas Phipps – Doktor Ahoi! (Doctor at Sea)
Sidney Gilliat, Val Valentine – So etwas lieben die Frauen (The Constant Husband)
Terence Rattigan – Lockende Tiefe (The Deep Blue Sea)
William Rose  – Meine bessere Hälfte (Touch and Go)
R. C. Sherriff – Mai 1943 – Die Zerstörung der Talsperren (The Dam Busters)
R. C. Sherriff – Sie waren 13 (The Night My Number Came Up)

### Bester Animationsfilm
Blinkity Blank – Regie: Norman MacLaren
Aufstand der Tiere (Animal Farm) – Regie: Joy Batchelor, John Halas
Down a Long Way – Regie: Unbekannt
Fudget’s Budget – Regie: Robert Cannon
Magoo Express – Regie: Pete Burness
Susi und Strolch (Lady and the Tramp) – Regie: Clyde Geronimi, Wilfred Jackson, Hamilton Luske

### Bester Dokumentarfilm
Wunder der Prärie (The Vanishing Prairie) – Regie: James Algar
Gold – Regie: Colin Low
Miner’s Window – Regie: Unbekannt
The Rival World (Strijd zonder einde) – Regie: Bert Haanstra